# Los Índios Tabajaras
Los Índios Tabajaras, musikduo från Brasilien bestående av bröderna Natalicio och Antenor Lima. De hade en världshit sent 1963 med sin instrumentala inspelning av Jimmy Dorseys låt "Maria Elena" vilken bl. a. låg #3 på billboardlistan i USA och #5 i Storbritannien. De hade även stora framgångar på kontinenten och i Australien. I Sverige låg "Maria Elena" 14 veckor på Kvällstoppen.